# Ammo
Joshua Emanuel Coleman, más conocido como Ammo, es un músico, cantautor y productor musical estadounidense. En el año 2008 fue designado como productor ejecutivo y escritor de canciones de la compañía Prescription Songs del compositor y productor estadounidense Lukasz "Dr. Luke" Gottwald. Desde entonces Ammo ha producico canciones de artistas como Kesha, Katy Perry y Britney Spears. En 2013, formó parte del equipo de producción del octavo álbum de estudio de Britney Spears.

## Discografía

### 2009
- Ke$ha — Animal — "Your Love is My Drug" — RCA/Sony BMG
- Ke$ha — Animal — "Blind" — RCA/Sony BMG
- Ke$ha — Animal — "Hungover" — RCA/Sony BMG
- Pitbull — Rebelution — "Girls" — J, Polo Grounds, Ultra, Bad Boy Latino, Mr. 305, Sony BMG
- Jordin Sparks — Battlefield — "Watch You Go" — Jive/Sony BMG

### 2010
- Miranda Cosgrove — Sparks Fly — "Kissin' U"
- Miranda Cosgrove — Sparks Fly — "There Will Be Tears"
- Katy Perry — Teenage Dream — "E.T."
- Ke$ha — Cannibal — "Cannibal"
- Ke$ha — Cannibal — "We R Who We R"
- Ke$ha — Cannibal — "The Harold Song"

### 2011
- Jesse McCartney — Have It All — «Shake»
- Britney Spears — Femme Fatale — «(Drop Dead) Beautiful» con Sabi[1]

### 2012
- Adam Lambert — Trespassing — "Better Than I Know Myself"
- Leona Lewis — Glassheart — «Lovebird»

### 2013
- Britney Spears — Los Pitufos 2 — «Ooh La La»[3]
- Selena Gomez — Stars Dance — «I Like It That Way»

### 2023
- Teddy Swims — I've Tried Everything but Therapy (Part 1) — «Some Things I'll Never Know»
- Teddy Swims — I've Tried Everything but Therapy (Part 1) — «Lose Control»
- Teddy Swims — I've Tried Everything but Therapy (Part 1) — «The Door»
- Teddy Swims — I've Tried Everything but Therapy (Part 1) — «Suitcase»